# Matthew Wearn
Matthew Wearn (conocido como Matt Wearn; Perth, 30 de septiembre de 1995) es un deportista australiano que compite en vela en las clases Laser y Laser Radial. Está casado con la regatista belga Emma Plasschaert.
Participó en dos Juegos Olímpicos de Verano, obteniendo dos medallas de oro, en Tokio 2020 y París 2024, ambas en la clase Laser.
Ganó seis medallas en el Campeonato Mundial de Laser entre los años 2017 y 2024, y una medalla de plata en el Campeonato Mundial de Laser Radial de 2012.
En 2022 fue condecorado con la Medalla de la Orden de Australia (OAM).

## Palmarés internacional
| Juegos Olímpicos   | Juegos Olímpicos       | Juegos Olímpicos  | Juegos Olímpicos |
| Año                | Lugar                  | Medalla           | Clase            |
| ------------------ | ---------------------- | ----------------- | ---------------- |
| 2020               | Tokio (Japón)          | Medalla de oro    | Laser            |
| 2024               | París (Francia)        | Medalla de oro    | Laser            |
| Campeonato Mundial |                        |                   |                  |
| Año                | Lugar                  | Medalla           | Clase            |
| 2017               | Split (Croacia)        | Medalla de bronce | Laser            |
| 2018               | Aarhus (Dinamarca)     | Medalla de plata  | Laser            |
| 2019               | Sakaiminato (Japón)    | Medalla de plata  | Laser            |
| 2020               | Melbourne (Australia)  | Medalla de plata  | Laser            |
| 2023               | La Haya (Países Bajos) | Medalla de oro    | Laser            |
| 2024               | Adelaida (Australia)   | Medalla de oro    | Laser            |

| Campeonato Mundial | Campeonato Mundial   | Campeonato Mundial | Campeonato Mundial |
| Año                | Lugar                | Medalla            | Clase              |
| ------------------ | -------------------- | ------------------ | ------------------ |
| 2012               | Brisbane (Australia) | Medalla de plata   | Laser Radial       |